# Route nationale 423a
La route nationale française 423a ou RN 423a était une très courte route nationale française reliant la RN 420 à Bruyères par un tracé alternatif à la RN 423.
À la suite de la réforme de 1972, la RN 423a a été déclassée en RD 423a.